# Apolonka (województwo śląskie)
Apolonka – wieś w Polsce położona w województwie śląskim, w powiecie częstochowskim, w gminie Janów.
Latem 1940 roku w świerkowym lesie nieopodal wsi okupanci niemieccy zamordowali 43 Polaków przywiezionych z więzienia w Częstochowie. Szczątki zamordowanych zostały ekshumowane w czerwcu 1946 i przeniesione na cmentarz Kule w Częstochowie. 
W latach 1975–1998 miejscowość należała administracyjnie do województwa częstochowskiego.
W pobliżu wschodnich granic wsi znajduje się Rezerwat przyrody Kaliszak.